# Юхнівська культура

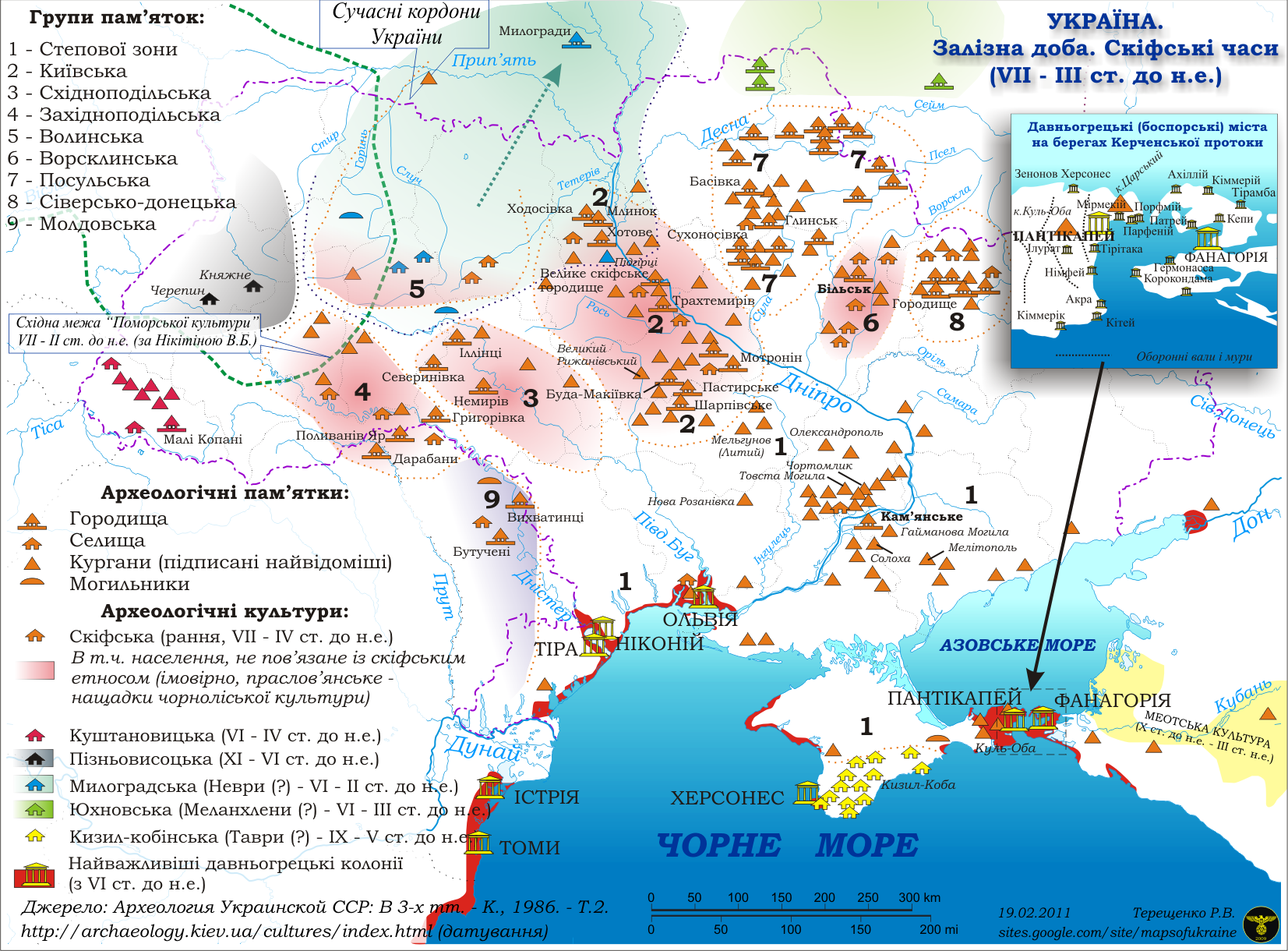
Юхнівська культура означена зеленою плямою

Юхнівська культура — археологічна культура ранньої залізної доби VI — II століть до Р. Х..
Юхнівська культура була поширена у сточищі нижньої та середньої течії Десни від міста Брянськ до гирла та у сточищу Сейму. Верхів'я Десни займала споріднена дніпродвінська культура.
Назва культури від городища в селі Юхнів (біля Новгорода-Сіверського), відкритого 1873 року Дмитром Самоквасовим і дослідженого Михайлом Воєводським в 1940-их роках. На лівому березі Сейма навпроти села Авдійове (Октябрський район Курської області) А. Є. Аліховою й Ю. А. Ліпкінгом було знайдено дюнне юхнівське городище пізнього етапу з тонкостінним ліпними неорнаментованими глеками.
Розкопами виявлено залишки дерев'яних укріплень, зерно збіжжевих культур, кістки свійських тварин, стіни будівель плетені й оштукатурені глиною, глиняні черені для вогнищ.
Невеликі городища (0,2-0,3 га, зрідка до 1 га) розташовані на мисах високих берегів річок (Юхнів, Пісочний Рів, Кузина Гора та інші).

## Вироби
Предмети домашнього вжитку представлені ліпними невеликими горщиками з ямковим орнаментом, мисками з дірочками під краєм.
Населення юхнівської культури, виготовляло залізні сокири, тесла, долота, коси, серпи і ножі.
З озброєння — мечі, бронзові наконечники стріл, нашивні бляшки на панцирі.
Бронзові прикраси представлені спіральними кільцями, шпильками, сережками з пласкими капелюшками.

### Посуд
Юхнівці прикрашали візерунком з прямого та косого карбу та втисненням по обідцю. Також відомий «перловий» візерунок по шийці, що вказує на впливи на культуру скитів-орачів. Стінки посудини прикрашали «юхнівськими трикутниками» — згруповані у трикутні обриси прямі та косі карби, ямки різної форми. У глиняному тісті містився пісок. Посуд тонкостінний до 4-6 мм. Випал посуду на огнищі недостатній та нерівномірний. Величина деякого посуду (деякі мали шийку до 20 см у діаметрі) вказують на використання випалюваної рослинності.

## Господарство
Населення юхнівської культури вело осілий спосіб життя, займалось приселищним скотарством, землеробством, традиційними промислами.
З домашніх виробництв важливу роль відігравали виплавка заліза і ковальська справа.
Населення юхнівської культури мало торговельні зв'язки з античними містами-державами Причорномор'я.

## Поховання та релігія
Академік Рибаков вивчив велике поселення у Вщіж Жуковського району Брянської області у якому відбувалося поклоніння балто-слов'янській поганській богині Лада. Це місто ототожнюють з геродотовським містом будинів Гелонією.

## Походження та етнічна належність
Племена юхнівської культури були нащадками населення бондарихинської культури бронзової доби. З просуванням передскіфської чорноліської культури з правобережного лісостепу у лівобережний лісостеп й у долину Сіверського Дінцю частина переходить на північ.
Деякі дослідники вважають, що племена юхнівської культури — це Геродотові меланхлени — «люди в чорному одязі». Інші ототожнюють їх з будинами. За етнічною приналежністю племена юхнівської культури — ймовірно, одна з локальних етнографічних груп балтів.
До юхнівської культури спорідненими є верхньоокська культура й дніпродвінська культура.